# Resia nimbicola
Resia nimbicola är en tvåhjärtbladig växtart som beskrevs av Harold Emery Moore. Resia nimbicola ingår i släktet Resia och familjen Gesneriaceae.

## Underarter
Arten delas in i följande underarter:
- R. n. nemoralis
- R. n. nimbicola